# Gorenje Mraševo
Gorenje Mraševo – wieś w Słowenii, w gminie miejskiej Novo mesto. W 2018 roku liczyła 36 mieszkańców. 